# Зелёный Бор (Смолевичский район)
Зелёный Бор (бел. Зялёны Бор) — городской посёлок в Смолевичском районе Минской области Республики Беларусь. Административный центр Зеленоборского сельсовета.
Численность населения — 1 090 человек (на 1 января 2025 года).

## Географическое положение
Расположен в 18 км от железнодорожной станции Жодино (на линии Минск — Орша).

## История
Образован в 1948 году как рабочий посёлок из поселков торфопредприятия «Смолевичское» — Зелёный Бор и Тарасик Смолевичского района Минской области. Поселения рядом с Зелёным Бором возникли во времена войны 1812 года. Спасаясь от войск Наполеона население выбирало места, наиболее безопасные, и мигрировало в места, близлежащие от п. Зелёный Бор. Труднодоступность в те времена (болота, густой лес) обеспечили защиту людей от войск Наполеона и его продотрядов. Рядом находится озеро, которое является одним из любимых мест отдыха местного населения.

## Демография
Численность населения — 1 090 человек (на 1 января 2025 года). Население 1116 человек (на 1 января 2016 года).

## Промышленность
Добыча торфа — РУП «Зеленоборское».
Производство продуктов питания — ООО «Снекпро». По итогам работы за 2013 год «Снекпро» стало победителем районного соревнования среди промышленников и награждено Переходящим Знаменем и Дипломом Смолевичского районного исполнительного комитета.

## Культура
- Историко-краеведческий музей государственного учреждения образования «Зеленоборский УПК д/с-СШ»